# Мадридски метро
Мадридски метро (шп. Metro de Madrid или Ferrocarril metropolitano de Madrid) је 17. октобра 1919. године отворио краљ Алфонсо XIII од Шпаније, а тадашња линија 1 је изграђена између станица Cuatro Caminos и Sol.
Мрежа подземне железнице се састоји од 238 станица, од којих су 200 без преседања, на 27 станица је преседање могуће између две линије, на 10 станица између три, а само на станици Avenida de América је могуће преседање између четири линије. На три станице (Tres Olivos, Estadio Olímpico и Puerta de Arganda) је неопходна замена возова на истој линији, а на 27 станица је могуће преседање на возове мадридске градске железнице.
Мадридски метро се састоји од 12 линија класичног метроа и три линије лаког метроа, а укупна дужина мреже износи 293 km.. Мрежа метроа је друга по дужини у Европској унији (не рачунајући лаки метро) и шеста у свету после Шангаја, Лондона, Њујорка, Токија, Париза и Москве. Једна је од мрежа која се најбрже развила између 1995. и 2007. године. Током 2011. године су остварена 634, 5 милиона путовања

## Тренутна мрежа
Ширина колосека мадридског метроа износи 1,445 m на линијама класичног метроа и 1,435 m на линијама лаког метроа. Возови се крећу по шинама левом страном, за разлику од већине железничких мрежа које постоје у Шпанији, где се возови крећу десном страном. Ово је последица тога што у Шпанији све до 1930. године није постојао закон којим би се регулисало кретање десном страном. Будући да је мрежа подземне железнице у Мадриду и даље независна од остатка железничких мрежа у Шпанији, а да би се уштедело на скупоценој замени система сигнализације, одлучено је да се возови мадридског метроа крећу левом страном. Возови система лаког метроа, међутим, крећу се десном страном.

## Историја
У центру Мадрида, у околини трга Пуерта дел Сол крајем XIX века био је веома развијен саобраћај трамваја и кочија, стога се 1892. године предложила изградња метроа. Педро Гарсија Фариа (шп. Pedro García Faria) је пројектовао мрежу од пет линија, које би такође превозиле робу. Иако је Фариа добио концесију за пројекат, изградња никад није била започета.
Године 1913. Мадрид је имао 600.000 становника, а инжењери Мигел Отаменди, Карлос Мендоса и Саес де Аргандоња и Антонио Гонсалес Ећарте су изложили нови пројекат за мрежу метроа. Састојала се од четири линије укупне дужине 154 km. Радови су почели 19. септембра 1916. године. Антонио Паласиос (шп. Antonio Palacios) је архитекта који је дизајнирао главне станице и улазе у метро све до његове смрти 1945. године.
Краљ Алфонсо XIII од Шпаније је 17. октобра 1919. године отворио прву линију између станица Cuatro Caminos и Sol. Дужина линије је била 3,48 km и састојала се од 8 станица. 
Године 1955. основано је предузеће Метрополитана де Мадрид, које је постало задужено за куповину возног парка, док је Влада и даље била одговорна за инфраструктуру и развој будућих линија. Почело се са продужењем перона са 60 на 90 метара како би се омогућило да возови имају шест вагона.
Почетком транзиције отвориле су се нове линије, а укупна дужина мреже је достигла 100 km. Покрајина Мадрида и градска скупштина Мадрида од 1986. године контролишу метро систем.
Године 1995. настао је петогодишњи пројекат развоја мреже. У оквиру плана између 1995. и 1999. године изграђене су линије 8 и 11, а друге су продужене, па је укупна дужина прелазила 170 km, а обновљен је и возни парк. У периоду између 1999. и 2003. године најважнија је била изградња линије 12, а до 2007. године изграђена је мрежа лаког метроа. Када се 2003. године отворила линија 12, мрежа мадридског метроа је постала и до данас остала једина мрежа подземне железнице на свету која има две кружне линије (линије 6 и 12).

## Мрежа линија
| # | Линије                                  | Дужина    | Број станица |
| - | --------------------------------------- | --------- | ------------ |
|   | Pinar de Chamartín - Valdecarros        | 22,876 km | 33           |
| ‎  | Las Rosas - Cuatro Caminos              | 14,031 km | 20           |
|   | Villaverde Alto - Moncloa               | 16,424 km | 18           |
|   | Argüelles - Pinar de Chamartín          | 16 km     | 23           |
|   | Alameda de Osuna - Casa de Campo        | 23,217 km | 32           |
|   | Кружна                                  | 23,472 km | 28           |
|   | Hospital del Henares - Pitis            | 32,919 km | 30           |
|   | Nuevos Ministerios - Aeropuerto T4      | 16,467 km | 8            |
|   | Mirasierra - Arganda del Rey            | 39,5 km   | 28           |
|   | Hospital Infanta Sofía - Puerta del Sur | 36,514 km | 31           |
|   | Plaza Elíptica - La Fortuna             | 8,5 km    | 7            |
|   | Кружна                                  | 40,96 km  | 28           |
|   | Ópera - Príncipe Pío                    | 1,092 km  | 2            |
|   | Pinar de Chamartín - Las Tablas         | 5,395 km  | 9            |
|   | Colonia Jardín - Estación de Aravaca    | 8,680 km  | 13           |
|   | Colonia Jardín - Puerta de Boadilla     | 13,699 km | 16           |

## Лаки метро
Лаки метро представља трамвајски превоз у урбаним деловима града. Својства су слична модерном трамвају, а једна од битних карактеристика је систем делимично или потпуно одвојен од друмског саобраћаја, са засебним и резервисаним шинама за лаки метро и сопственом минималном сигнализацијом. Сви трамваји имају напајање преко електричног вода, па се сматра да је трамвајски систем враћен у Мадрид 35 година након његовог укидања.
Изградња мреже лаког метроа је започета у децембру 2004. године, а укупна дужина износи 27,78 km (од којих су одређене деонице подземне). Тренутно су у функцији три линије.

## Возни парк
Од краја 2004. године мрежа мадридског метроа располаже са 1550 вагона у оквиру возног парка. Када на појединим линијама недостају вагони, они се пребацују са осталих линија. Већина возног парка се састоји од вагона произведених у фабрици CAF.

## Тарифни систем
У оквиру тарифног система мадридске подземне железнице постоје следеће врсте карата:
- Појединачна карта: 1,5 - 2 €
- Десет путовања: 18 €
- Метробус: 12,20 €

За улазак и излазак на станицама мадридског аеродрома Барахас, Aeropuerto Т1-Т2-Т3 и Aeropuerto Т4 неопходно је купити додатак који износи 3 € и продаје се независно од осталих врста карата. Једино корисници месечне или туристичке карте не морају да плате овај додатак. Мадридски метро се дели по зонама:
- Зона А: линије 1, 2, 3, 4, 5, 6, 7 (између станица Pitis и Estadio Olímpico), 8, 9 (између станица Mirasierra и Puerta de Arganda), 10 (између станица Ronda de la Comunicación и Cuatro Vientos), 11 (између Plaza Elíptica и La Peseta), линија R, линија ML-1 лаког метроа и станица Estación de Aravaca линије ML-2.
- Зона Б1: линије 7 (између станица Estadio Olímpico и Hospital del Henares), 9 (станице Rivas Urbanizaciones и Rivas Futura), 10 (између Ronda de la Comunicación и Hospital Infanta Sofía и између Joaquín Vilumbrales и Puerta del Sur), 11 (станица La Fortuna), 12 (између станица Parque Oeste и Arroyo Culebro), ML-2 (изузев станица Estación de Aravaca и Colonia Jardín), ML-3 (између Ciudad de la Imagen и Ventorro del Cano).

- Зона Б2: линија 9 (станица Rivas Vaciamadrid), 12 (између станица Parque de los Estados и Universidad Rey Juan Carlos), ML-3 (између станица Prado del Espino и Puerta de Boadilla).
- Зона Б3: линија 9 (станице La Poveda и Arganda del Rey).

Постоје туристичке карте које важе унутар Покрајине Мадрид са којима је могуће остварити неограничен број путовања између једног и седам дана. Ове карте су важеће за две зоне: А (град Мадрид) и Т (све зоне којима управља Consorcio de Transportes de Madrid).

## Радно време[4]
Целокупна мрежа мадридског метроа има радно време између 6.05 и 1.33 часова, изузев деонице линије 9 између станица Puerta de Arganda и Arganda del Rey која је отворена до 23 часа од недеље до четвртка, односно до 24 часа петком и суботом, као и станица Pitis линије 7, која има радно време између 6.35 и 22.10 часова. Возови саобраћају на сваких два до четири минута за време саобраћајног шпица, између четири и седам минута у осталим деловима дана, односно сваких петнаест минута почевши од поноћи. За разлику од већине метро система који имају утврђено радно време, мадридски метро функционише у зависности од интервала, користећи систем SIRAT, који контролише возове. Због тога се возови на неким станицама задржавају дуже од неопходног, како би се тај интервал испоштовао. Почевши од 22 сата, међутим, такво регулисање се поништава, а поласци се одвијају према утврђеном радном времену.

## Библиометро
Библиометро (шп. Bibliometro) је услужни сервис који је почео са радом 2005. године. Корисници су у могућности да изнајме књиге, као у библиотеци, на станицама Nuevos Ministerios, Canal, Aluche, Moncloa, Chamartín, Sierra de Guadalupe, Puerta de Arganda, Embajadores, Mar de Cristal, Carabanchel Alto и Puerta del Sur.

## Занимљиви подаци
- Постоји неколико затворених станица:

1. Прва је затворена због продужавања перона на линији 1. Станица се налазила преблизу остале две, њена употреба није била рентабилна и затворена је. Реч је о станици Chamberí, која је 25. марта 2008. године претворена у музеј.
2. Станица Arroyo del Fresno на линији 7 никада није отворена за јавност због недовољног броја корисника у њеној околини.

- Одређене деонице имају посебну функцију. Линија R има дужину од 1,1 km и чине је само две станице, због тога је њен пун назив Ramal Ópera-Príncipe Pío. На станици Ópera дели перон са линијом 2, а на станици Príncipe Pío има само један перон који се налази у главном холу станице. Ова деоница је једна од најстаријих на читавој мрежи, изграђена је 1925. године.
- Линија 12 је кружна линија која повезује велике градове на југу Покрајине Мадрид: Алкоркон, Мостолес, Фуенлабрада, Хетафе и Леганес. На шест станица у оквиру линије је могуће преседање на линије градске железнице, а њеном изградњом мрежа мадридског метроа је добила 800.000 нових корисника и спојила је најважније градове на југу покрајине.
- Током историје, станице мадридског метроа су често мењале своје називе, у неким случајевима и више од једанпут. Имена станица су највише прилагођавана за време диктадуре Франсиска Франка (шп. Francisco Franco), а потом и након демократских промена.

## Будућност
Развој система мадридског метроа укључује пројекте који подразумевају изградњу нових линија, продужење постојећих и изградњу нових станица. За период између 2011. и 2015. године постоје различити планови, неки у фази пројектовања, неки у изградњи, а најавили су се и пројекти за 2020. годину.
Потврђена проширења за период између 2011. и 2015. године су:
- Линија 3: продужење од станице Villaverde Alto до станице El Casar у Хетафеу.
- Линија 9: продужење од станице Herrera Oria до нове станице Costa Brava где ће бити омогућено преседање на линије градске железнице.